# Hieracium regelianum
Hieracium regelianum ist eine Pflanzenart aus der Gattung der Habichtskräuter (Hieracium) innerhalb der Familie der Korbblütler (Asteraceae). Sie kommt im Zentralasien vor.

## Beschreibung

### Vegetative Merkmale
Hieracium regelianum ist eine ausdauernde krautige Pflanze, die Wuchshöhen von 30 bis 100 Zentimetern erreicht. Sie bildet kurze dicke Rhizome aus. Die aufrechten Stängel sind meist im oberen Teil verzweigt und stehen einzeln oder zu wenigen in Büscheln zusammen. Sie sind an der Basis dicht mit braunen rauen Haaren besetzt und an der Spitze mit kahl oder drüsig bis sternförmig behaart.
An der Stängelbasis befinden sich mehrere grundständige gestielte Laubblätter, welche ebenso wie die Blätter im unteren Stängelbereich nach der Blütezeit abfallen, während sich am mittleren und oberen Stängel ebenfalls mehrere ungestielte, mehr oder weniger stängelumfassende Laubblätter befinden. Die Blattspreite ist bei einer Länge von 4 bis 9 Zentimetern sowie einer Breite von 1 bis 3 Zentimetern von eiförmig über eiförmig-lanzettlich und elliptisch-lanzettlich bis annähernd elliptisch mit geöhrter Spreitenbasis und zugespitzter Spreitenspitze. Die Spreitenränder sind ganzrandig, fein gezähnt oder spärlich bewimpert. Die Blattoberseite ist kahl während die Blattunterseite spärlich mit rauen Haaren besetzt ist.

### Generative Merkmale
Die Blütezeit sowie die Fruchtreife erstrecken sich zumindest in Xinjiang von Juli bis in den September hinein. Der schirmrispige bis rispige Gesamtblütenstand enthält einige körbchenförmige Teilblütenstände. Das bei einem Durchmesser von etwa 1 Zentimetern glockenförmige Involucrum enthält drei Reihen von mehr oder weniger dunkelgrünen und an der Unterseite behaarten Hüllblättern. Die äußeren Hüllblätter sind bei einer Länge von etwa 2 Millimetern sowie einer Breite von etwa 0,7 Millimetern linealisch-lanzettlich, während die ebenfalls linealisch-lanzettlichen mittleren Hüllblätter etwa 4 Millimeter lang und 1 Millimeter breit sind und die breit-linealischen inneren Hüllblätter circa 11 Millimeter lang sowie 1,2 Millimeter breit sind. Die Blütenkörbchen enthalten mehrere gelbe Zungenblüten.
Die dunkelbraunen Achänen sind bei einer Länge von etwa 0,4 Zentimetern zylindrisch und weisen acht bis zehn Rippen auf. Der Pappus besteht aus mehreren schmutzig weißen Borstenhaaren, welche etwa 0,6 Zentimeter lang sind.

## Vorkommen
Das natürliche Verbreitungsgebiet von Hieracium regelianum befindet sich in Zentralasien. Es umfasst dabei Kasachstan sowie das Uigurische Autonome Gebiet Xinjiang.
Hieracium regelianum gedeiht in Xinjiang auf Lichtungen in Wäldern in Höhenlagen von 1700 bis 2000 Metern.

## Taxonomie
Die Erstbeschreibung als Hieracium regelianum erfolgte 1922 durch Karl Hermann Zahn in Adolf Englers Das Pflanzenreich, Nummer 79, Seite 936.